# Pragmatika
Pragmatika ali raboslovje je veja jezikoslovja in komunikacijske teorije. Ukvarja se z rabo oziroma s funkcioniranjem nekega sporočila v procesu komunikacije glede na situacijo, potrebe, pričakovanja, vloge tistih, ki sodelujejo oz. so v komunikacijo vpleteni. Biti pragmatično kompetenten pomeni biti sposoben pravilno proizvajati in ustrezno interpretirati neko jezikovno dejstvo v skladu s situacijo, v kateri komunikacija poteka.
Pragmatika je veda ali perspektiva/način/pristop, s katerim preučujemo rabo jezika na različnih ravneh. Chati, vljudnost, menjavanje vlog, so teme ki so vezane na pragmalingvistiko. Besedilo se mora obravnavati z vidika konverzacijske analize, prav tako pa moraš biti pozoren na izbiro izraznih sredstev glede na kontekst. Dva ključna koncepta pragmatike sta proces izbiranja in pa kontekst. Kajti sredstva, ko izbiramo, ko poskušamo vplivati na naslovnika, so pogojena s kontekstom, in sicer s kontekstom tvorca in kontekstom naslovnika. In ta dva konteksta nista nikoli enaka.
Torej pragmatika je pristop, ki na nek način osmisli sitem, torej opazuje rabo. Ukvarja pa se s skladenjskimi problemi in izražanja pomenskih odnosov.
Pragmatika so tudi predpisi, ki urejajo delovna razmerja delavcev v nekaterih zavodih: sprejeti novo pragmatiko.